# Zuiderkerk (Enkhuizen)

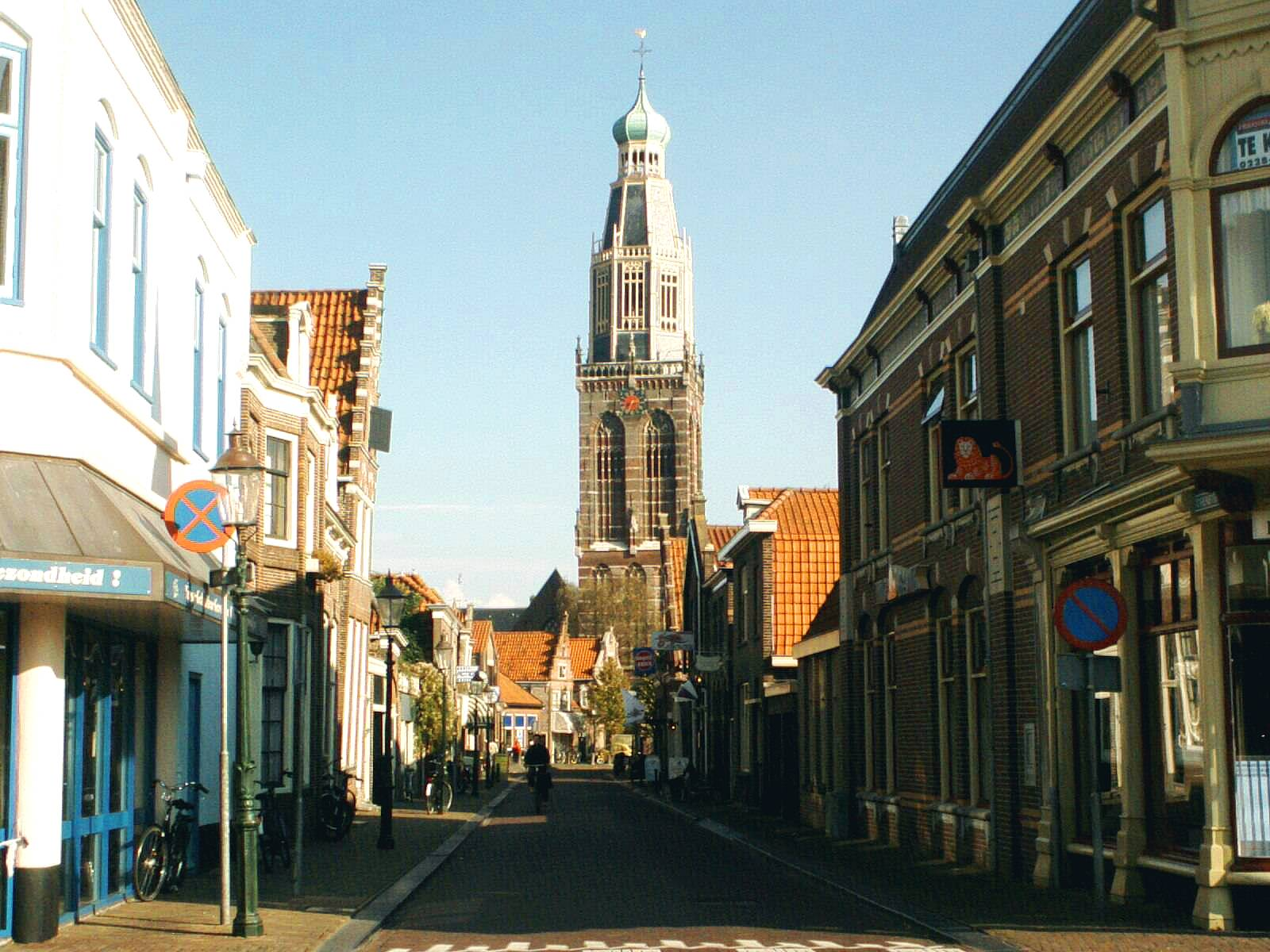
Blick auf die Zuiderkerk in Enkhuizen

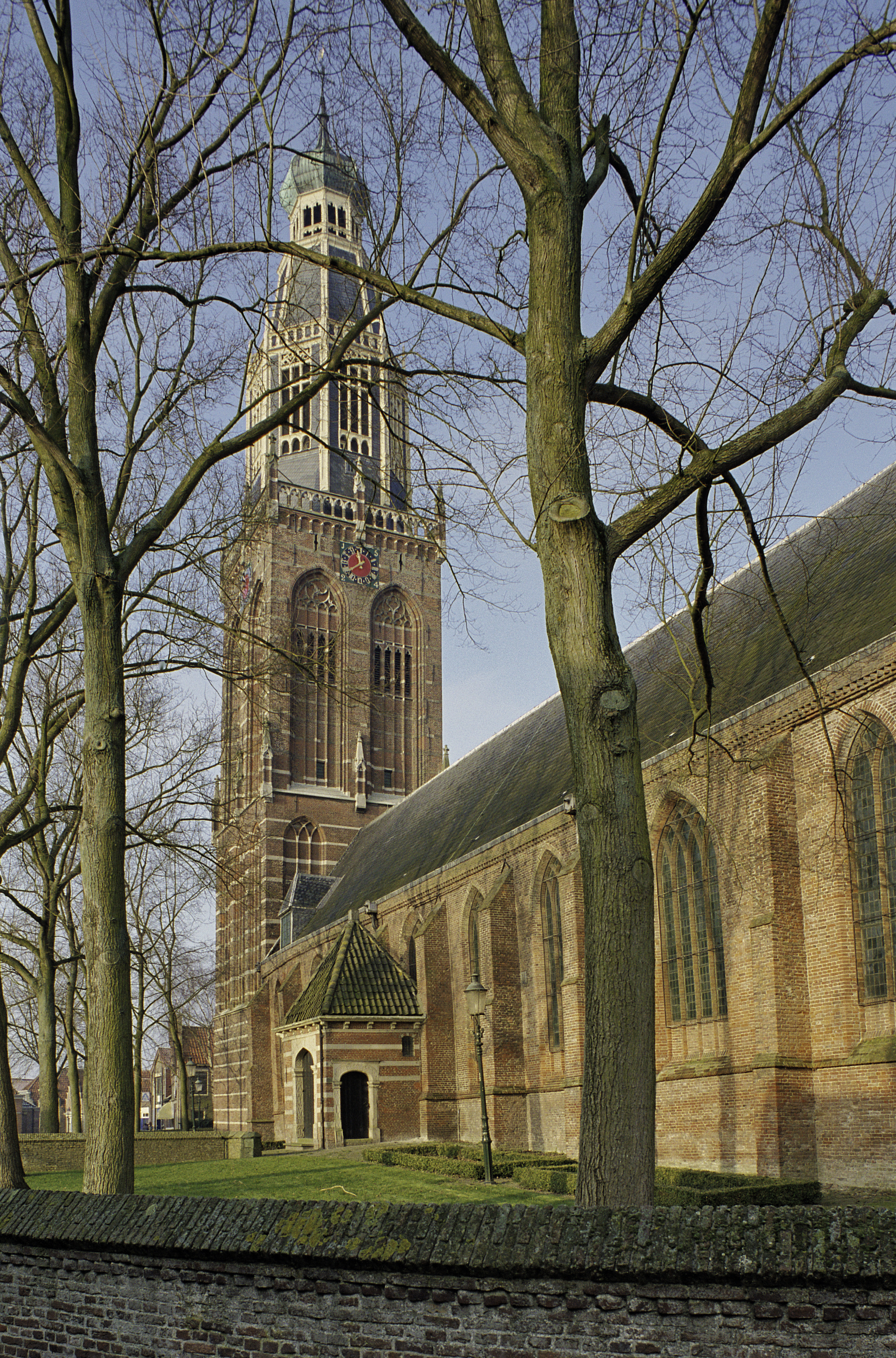
Blick auf die Zuiderkerk

Die Zuider- oder Sint-Pancratiuskerk ist ein Kirchengebäude der Protestantischen Kirche in den Niederlanden im niederländischen Enkhuizen. Die Kirche ist seit dem Jahr 1966 als Rijksmonument eingestuft.

## Geschichte
1421 war die außerhalb des Deichs gelegene Kirche von Oostdorp bei einem Hochwasser zerstört worden. Herzog Johann III. von Bayern-Holland gab im Jahr darauf die Erlaubnis, die alte Kirche abzubrechen und mit einem Neubau innerhalb des eingedeichten Gebietes zu beginnen. 1458 war die Kirche, eine zweischiffige, spätgotische Hallenkirche im Stil der Backsteingotik, weitgehend vollendet. Der Turm wurde bis 1524 fertiggestellt. In ihm befindet sich ein Carillon der Gebrüder Hemony. Im 16. Jahrhundert ging die Kirche an die Reformierten über, die sie noch heute als Gottesdienst nutzen. Die nach der Reformation übertünchten Gewölbemalereien wurden im 20. Jahrhundert wieder freigelegt. Zwischen 2001 und 2004 wurde die Kirche restauriert.
Die Kirche wird derzeit durch die Enkhuizener Gemeinde der Protestantischen Kirche in den Niederlanden genutzt.

## Orgel
Die Orgel geht zurück auf ein Instrument aus dem 16. Jahrhundert, das im 17. Jahrhundert erweitert wurde. Das Instrument wurde zuletzt in den Jahren 1988 bis 1990 durch die Orgelbaufirma Flentrop (Zaandam) umfassend restauriert, die auch zeitweilige Veränderungen rückgängig machte und auf den Zustand von 1799 zurückführte. Das Instrument hat 21 Register auf zwei Manualen und Pedal. Die Register des Hauptwerkes stammen aus dem 16. Jahrhundert, die Register des Rugwerks aus dem Jahre 1799. Die Trakturen sind mechanisch.
| I Hauptwerk C–d3 |                |    |
| 1.               | Prestant       | 8′ |
| 2.               | Holfluit       | 8′ |
| 3.               | Octaaf         | 4′ |
| 4.               | Fluit          | 4′ |
| 5.               | Octaaf         | 2′ |
| 6.               | Gemshoorn      | 2′ |
| 7.               | Mixtuur III–IV |    |
| 8.               | Scherp III     |    |

| II Rugwerk C–d3 |                    |     |
| 9.              | Bordon D           | 16′ |
| 10.             | Prestant           | 8′  |
| 11.             | Fluitdoes          | 8′  |
| 12.             | Octaaf             | 4′  |
| 13.             | Speelfluit         | 4′  |
| 14.             | Nasart             | 3′  |
| 15.             | Octaaf             | 2′  |
| 16.             | Woudfluit          | 2′  |
| 17.             | Sexquialter II–III |     |
| 18.             | Trompet            | 8′  |
|                 | Tremulant          |     |

| Pedaal CDE–c1 |          |     |
| 19.           | Bordon   | 16′ |
| 20.           | Prestant | 8′  |
| 21.           | Trompet  | 8′  |

- Koppeln: II/I (Schiebekoppel); II/P